# تضخم القولون السمي
َتضَخُّمُ القَوْلُونِ السُّمِّيّ أو تَوَسُّعُ القوْلُونِ الحادّ (بالإنجليزية: Toxic megacolon) هو شكل حاد من أشكال تضخم القولون. يرافقه انتفاخ البطن، وأحيانا حمى، وألم في البطن أو صدمة.
يكون تضخم القولون السمي عادةً من مضاعفات مرض التهاب الامعاء مثل التهاب القولون التقرحي وأكثر ندرة، مرض كرون، وبعض التهابات القولون، بما في ذلك عدوى المطثية العسيرة التي أدت إلى التهاب القولون الغشائي الكاذب. يمكن أن تكون هناك أشكال أخرى من تضخم القولون مثل تضخم القولون الخلقي (موجود منذ الولادة، مثل مرض هيرشسبرونغ). وأيضًا يمكن أن يكون ناجمًا عن المتحولة الحالة للنسج ودوسنتاريا.

## العلامات والأعراض
- ألم في البطن ومَضَض.
- انتفاخ البطن.
- حمى.
- زيادة ضربات القلب.
- جفاف.

قد تكون هناك علامات الصدمة الإنتانية. يكشف الفحص البدني مضض البطن وانعدام أصوات الأمعاء. يُظهر التصوير الشعاعي للبطن تمدد القولون. وعادةً ما تكون خلايا الدم البيضاء مرتفعة. وقد يكون الإنتان مصحوبًا بانخفاض درجة حرارة الجسم أو نقص الكريات البيض.

## العلاج

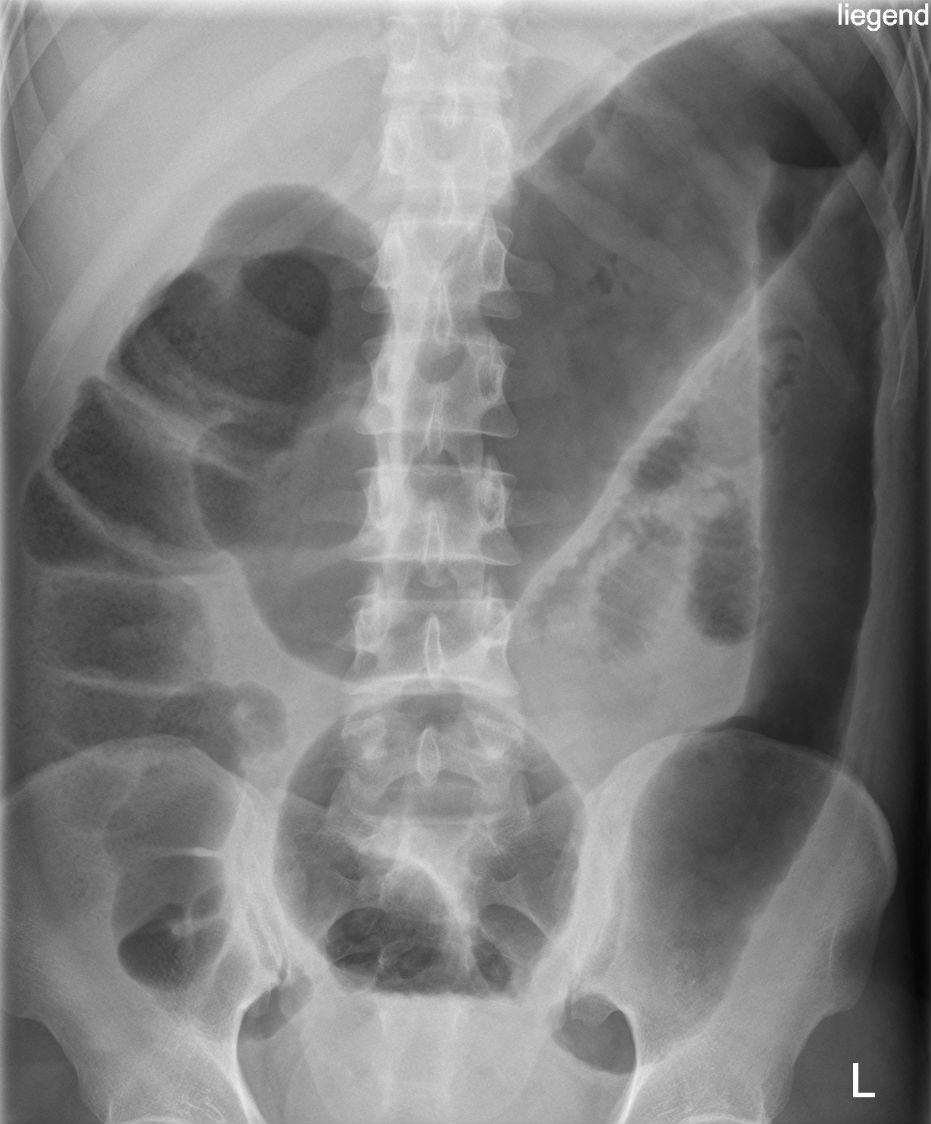
تضخُّم القولونِ السُّميّ في مريض مُصاب بالتهاب القولون التقرحي: خضع المريض في وقتٍ لاحق لاستئصال القولون.

الهدف من العلاج هو تخفيف الضغط علىالأمعاء ومنع الهواء من زيادة تمديد الأمعاء. إذا لم يتحقق الضغط أو لم يتحسن المريض في غضون 24 ساعة، يتم عمل استئصال القولون (الاستئصال الجراحي لكل أو جزء من القولون). عندما يتطلب الأمر جراحة، يُنصَح بإجراء استئصال القولون الجزئي مع فغر اللفائفي. يساعد استبدال السوائل والكهارل على منع الجفاف والصدمة. ويُنصَح باستخدام الستيرويدات القشرية لقمع رد الفعل الالتهابي في القولون إذا تضخم القولون نتيجة مرض التهاب الأمعاء النشط. كذلك قد تُعطَى المضادات الحيوية لمنع الإنتان.

## تقدُّم المرض
إذا لم تتحسن الحالة، يكون خطر الوفاة كبير. وفي حالة ضعف الاستجابة للعلاج المحافظ، يُطلَب عادةً استئصال القولون.

## المضاعفات
- انثقاب القولون[5]
- الإنتان
- الصدمة

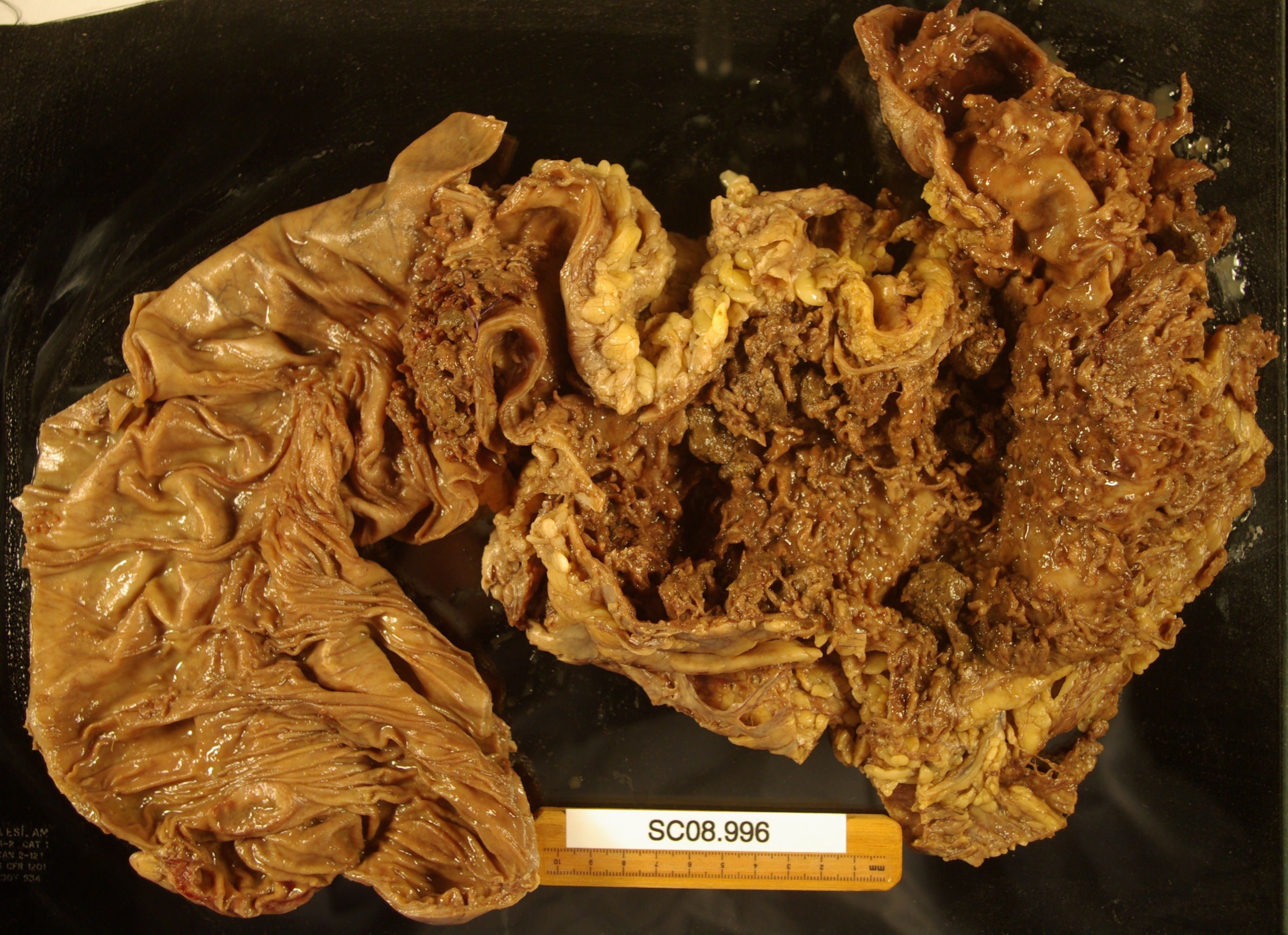
عينة مَرَضية تُبيّن تضخُّم القولون السُّميّ

قد يكون العمل في حالات الطوارئ مطلوبًا إذا تطوَّر ألم شديد في البطن، وخاصةً إذا كان مصحوبا بالحمى، وسرعة دقات القلب، ووجع البطن عند الضغط عليه،  والإسهال الدموي، والإسهال المتكرر أو حركات الأمعاء المؤلمة.

## مزيد من القراءة
- Ausch، C؛ Madoff، RD؛ Gnant، M؛ Rosen، HR؛ Garcia-Aguilar، J؛ Hölbling، N؛ Herbst، F؛ Buxhofer، V؛ Holzer، B (مارس 2006). "Aetiology and surgical management of toxic megacolon". Colorectal Disease. ج. 8 ع. 3: 195–201. DOI:10.1111/j.1463-1318.2005.00887.x. PMID:16466559.
- Toxic Megacolon في موقع إي ميديسين